# ふたご座U星
ふたご座U星（ふたござUせい、U Geminorum、U Gem）は、ふたご座の方角、地球から約304光年離れた場所にある矮新星である。白色矮星を含む連星系で、白色矮星へ物質が降着することで、数ヶ月ごとに明るさが大きく上昇する。矮新星の典型とされた天体で、矮新星のことを「ふたご座U型星」ということもある。

## 発見
1855年12月15日、ハインドが発見した。ハインドは、それまで星が見られなかった領域に、突如9等級の星を観測。その3日後には、0.5等級以上暗くなり、更に4週間後には12等級以下となって、変光星であることが明らかになった。
翌1856年の3月26日には、ポグソンが再び9等台でこの星を記録。ポグソンは更に1857年4月の増光も観測し、ふたご座U星が周期的に増光する天体であることがわかってきた。

## 変光

### 増光

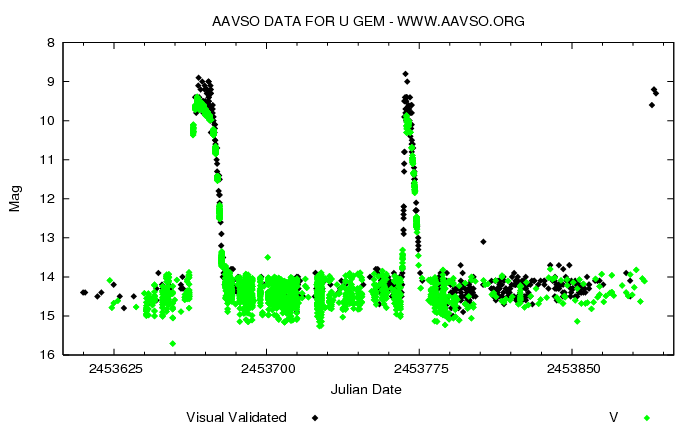
ふたご座U星の爆発的な増光を示す光度曲線（AAVSOのデータより）。黒は眼視、緑はジョンソンのV等級での測定値を表す。横軸はユリウス日。

ふたご座U星は、普段は14等台だが、時々5等級くらい明るくなり、明るい状態が1週間から3週間程度続く。この大幅な増光は、平均すると大体100日くらいの周期で繰り返されるが、それぞれの増光の間隔は大きくばらついている。増光には持続時間が1週間強の短いものと、持続時間が2週間前後になる長いものとがあり、それらは交互に現れることが多いが、どちらかのパターンが連続する場合もある。1985年には、明るい状態が42日間と通常より大幅に長く続く増光（スーパーアウトバースト）が発生した。
増光量及び増光している期間の長さは、新星には及ばないので、ふたご座U星のような天体は矮新星と呼ばれる。ふたご座U星は、矮新星の原型であり、矮新星のことをふたご座U型星と呼ぶ場合もあるが、現在は矮新星も細分化が進んでおり、ふたご座U星は矮新星の小分類のうち、はくちょう座SS型星に分類されている。
ふたご座U星は、黄道に近い方角にあるため、6月から8月にかけては観測がほぼ不可能であるので、これまでに見逃された増光もあると考えられている。

### 食
矮新星の正体が連星系であることは、まず分光観測からわかってきた。ふたご座U星も、パロマー天文台での観測から、分光連星であることがまず確認され、公転周期も求められた。やや遅れて、ローウェル天文台での測光観測から、ふたご座U星が食変光星であることがわかった。

### その他
より詳しい光度曲線の分析から、こぶ状の増光や細かい明滅といった食以外の要因とみられる変光も見つかっている。1985年の増光では、公転周期より若干長い周期で明るさにわずかな変化がみられる「スーパーハンプ」も観測されている。

## 構造

激変星の基本的な構造。

ふたご座U星は、白色矮星の主星と晩期型の主系列星の伴星からなる近接連星系と考えられる。公転周期は、約4時間15分である。伴星は、ロッシュ・ローブを満たしており、伴星から主星へ質量移動が起こり、主星の周りに降着円盤を形成している。
伴星から降着円盤へ質量が移動する際に、流入する物質と降着円盤が衝突する部分に輝点ができ、それが可視光での主な光源となっている。星系の軌道傾斜角からして、白色矮星自身は伴星によって隠されることがなく、食は伴星が降着円盤上の輝点を隠すことで起こる。
増光は、白色矮星に物質が降着する際に解放される重力エネルギーをエネルギー源とし、降着円盤内部に固有の不安定性、もしくは伴星の影響による不安定性によって、白色矮星上に降着する質量が大幅に増加することで、発生していると考えられる。紫外線の分光観測から、白色矮星へ物質が降着するペースを表す質量降着率が、増光時には静穏時の数倍に上昇することが確認されている。